# Полице Пиришће
Полице Пиришће (хрв. Police Pirišće) је насељено место у града Озаљ, Карловачка жупанија, Хрватска.

## Историја
До територијалне реорганизације у Хрватској биле су у саставу старе општине Озаљ.

## Становништво
У попису становништва из 2011. године, Полице Пиришће је имала 81 становника.
| Број становника према пописима | Број становника према пописима | Број становника према пописима | Број становника према пописима | Број становника према пописима | Број становника према пописима | Број становника према пописима | Број становника према пописима | Број становника према пописима | Број становника према пописима | Број становника према пописима | Број становника према пописима | Број становника према пописима | Број становника према пописима | Број становника према пописима | Број становника према пописима |
| ------------------------------ | ------------------------------ | ------------------------------ | ------------------------------ | ------------------------------ | ------------------------------ | ------------------------------ | ------------------------------ | ------------------------------ | ------------------------------ | ------------------------------ | ------------------------------ | ------------------------------ | ------------------------------ | ------------------------------ | ------------------------------ |
| 1857                           | 1869                           | 1880                           | 1890                           | 1900                           | 1910                           | 1921                           | 1931                           | 1948                           | 1953                           | 1961                           | 1971                           | 1981                           | 1991                           | 2001                           | 2011                           |
| 180                            | 176                            | 172                            | 193                            | 159                            | 156                            | 151                            | 159                            | 154                            | 172                            | 156                            | 133                            | 110                            | 94                             | 81                             | 81                             |

Напомена: До 1900. исказивано је под називом Полице, а од 1910. до 1971. под називом Полице–Прилишће.